# Vanka-klyuchnik
Vanka-klyuchnik é um filme de drama russo de 1909 dirigido por Vasily Goncharov.

## Enredo
O filme é baseado na canção folclórica russa «Vanka-klyuchnik».

## Elenco
- Vasili Stepanov
- Lyubov Varyagina
- Andrey Gromov
- Aleksandra Goncharova